# Silas Araújo da Silva
Silas Araújo da Silva (Pelotas, 30 mei 1996) – alias Silas – is een Braziliaans voetballer die doorgaans speelt als middenvelder. In november 2024 verliet hij Joinville.

## Clubcarrière
Silas speelde in de jeugd van Internacional, maar zou voor die club nooit zijn professionele debuut maken. In de zomer van 2017 maakte de middenvelder de overstap naar Zorja Loehansk. Bij de Oekraïense club zette de Braziliaan zijn handtekening onder een verbintenis voor de duur van twee seizoenen. Op 30 juli 2017 mocht hij zijn debuut maken, toen op bezoek bij PFK Oleksandrija met 1–1 gelijkgespeeld werd. Op 1 oktober 2017 tekende Silas voor zijn eerste doelpunt. Op die dag werd in eigen huis met 4–4 gelijkgespeeld tegen Dynamo Kiev. Op 19 oktober 2017 speelde hij met Zorja in de UEFA Europa League tegen Hertha BSC. Drie minuten voor rust zette hij de Oekraïners op een voorsprong. Davie Selke maakte tien minuten in de tweede helft gelijk, maar door een treffer van Oleksandr Svatok elf minuten voor het einde van de wedstrijd won Zorja met 2–1. In maart 2018 werd zijn contract met één jaar verlengd tot medio 2020.
Silas werd in augustus 2019 voor een seizoen verhuurd aan Ironi Kiryat Shmona. Na dit jaar vertrok hij transfervrij naar Dinamo Minsk. Begin 2021 keerde de middenvelder terug naar Brazilië, om voor CSA te gaan spelen. Een jaar later vertrok hij weer, om voor Guarani te gaan spelen. Ook hier bleef hij één kalenderjaar, voor hij in januari 2023 naar Barra trok. Later ging hij voor Concórdia spelen en in januari 2024 naar Tombense. Silas verkaste in juni 2024 op huurbasis naar Novo Hamburgo. In augustus nam Joinville hem over.

## Clubstatistieken
| Seizoen | Club                  | Competitie       | Competitie | Competitie | Beker | Beker | Internationaal | Internationaal | Totaal | Totaal |
| Seizoen | Club                  | Competitie       | Wed.       | Dlp.       | Wed.  | Dlp.  | Wed.           | Dlp.           | Wed.   | Dlp.   |
| ------- | --------------------- | ---------------- | ---------- | ---------- | ----- | ----- | -------------- | -------------- | ------ | ------ |
| 2017/18 | Zorja Loehansk        | Premjer Liha     | 22         | 2          | 0     | 0     | 5              | 1              | 27     | 3      |
| 2018/19 | Zorja Loehansk        | Premjer Liha     | 26         | 3          | 3     | 0     | 4              | 0              | 33     | 3      |
| 2019/20 | → Ironi Kiryat Shmona | Ligat Ha'Al      | 19         | 0          | 1     | 0     | —              | —              | 20     | 0      |
| 2020    | Dinamo Minsk          | Vysjejsjaja Liha | 7          | 0          | 1     | 0     | 1              | 0              | 9      | 0      |
| 2021    | CSA                   | Série B          | 30         | 2          | 2     | 1     | —              | —              | 32     | 3      |
| 2022    | Guarani               | Série B          | 13         | 1          | 0     | 0     | —              | —              | 13     | 1      |
| 2023    | Barra                 | Catarinense      | 11         | 0          | 0     | 0     | —              | —              | 11     | 0      |
| 2023    | Concórdia             | Série D          | 11         | 1          | 0     | 0     | —              | —              | 11     | 1      |
| 2024    | Tombense              | Série C          | 4          | 0          | 0     | 0     | —              | —              | 4      | 0      |
| 2024    | → Novo Hamburgo       | Série D          | 12         | 1          | 0     | 0     | —              | —              | 12     | 1      |
| Totaal  | Totaal                | Totaal           | 155        | 10         | 7     | 1     | 10             | 1              | 172    | 12     |

Bijgewerkt op 13 november 2024.